# Snakes on a Plane
Snakes on a Plane è un film del 2006 diretto da David R. Ellis.

## Trama
Honolulu, Hawaii. Il giovane Sean Jones, mentre pratica motocross, si ritrova ad essere testimone del brutale omicidio del procuratore giudiziario Daniel Hayes commesso da un sadico e spietato boss del crimine, Eddie Kim; ritrovatosi con gli scagnozzi del criminale alle calcagna, viene messo sotto scorta dall'agente dell'FBI Neville Flynn, il quale lo convince a testimoniare contro Kim in tribunale. 
Sean viene quindi condotto a bordo di un Boeing 747 con destinazione Los Angeles, protetto da Flynn e da un altro agente FBI, John Sanders. Per eliminarli, Kim riesce a far introdurre nella stiva del velivolo una cassa ad apertura temporizzata piena di serpenti velenosi di ogni tipo; per far diventare aggressivi i serpenti, che normalmente attaccano solo se provocati, le ghirlande hawaiane che vengono consegnate ai passeggeri vengono spruzzate con feromoni da uno dei suoi uomini, travestito da addetto aeroportuale. L'obiettivo di Kim, noto per aver già eliminato chi gli si opponeva con metodi decisamente brutali più volte in passato, è quello di uccidere il testimone facendo precipitare l'aereo nell'Oceano Pacifico in modo che il tutto sembri un incidente.
Sean e la sua scorta viaggiano da soli in prima classe. Fra gli altri passeggeri, in classe turistica, vi sono il rapper Three Gs, germofobico e maniaco dell'igiene, con le sue due guardie del corpo Troy e Big Leroy; una ricca ragazza di nome Mercedes che viaggia con il suo chihuahua Mary Kate; una donna ispanica, Maria, con la figlia neonata Isabella; due bambini, i fratelli Curtis e Tommy Brown, che viaggiano per la prima volta da soli; Chen Leong, un campione di kickboxing; Tyler, che ha paura di volare, e la moglie Ashley, di ritorno dalla luna di miele; Paul Oswald, un imprenditore britannico, molto seccato per non aver potuto volare in prima classe. Gli assistenti di volo sono le hostess Claire, Grace, al suo ultimo volo, e Tiffany, giovane e carina, che è subito attratta da Sean, e lo steward Ken, dai modi tanto eccentrici quanto effeminati.
Circa a metà del volo, la gabbia dei serpenti si apre e i rettili si fanno strada fino alle cabine. La loro presenza non viene subito notata, in quanto le prime vittime sono i giovani Kyle e Kelly, attaccati ed uccisi mentre facevano sesso nei bagni dell'aereo. Una vipera danneggia un quadro elettrico, quindi il comandante Sam McKeon si reca sul posto e riesce a riparare il guasto, ma viene ucciso dallo stesso rettile che l'ha causato. Il primo ufficiale Rick, ancora ignaro dei serpenti, crede che Sam abbia subìto un arresto cardiaco e continua a seguire le procedure abituali. Alcuni dei serpenti attaccano lo stesso copilota, il quale, nel cercare di allontanarli, aziona accidentalmente le maschere di ossigeno in tutto l'aereo, facendo in modo che la maggior parte degli animali finiscano tra i passeggeri; anche Sanders viene ucciso e nella confusione Tommy, il minore dei due fratellini, viene morso al braccio da un cobra. 
I sopravvissuti fuggono verso la parte anteriore dell'aereo ed alzano una barriera con i bagagli tra loro e gli animali. Mercedes e Maria, tuttavia, rimangono indietro prive di sensi: Mercedes si riprende ma si ritrova circondata dai rettili ed è paralizzata dal terrore, per poi venire salvata in extremis da Leong assieme a Mary Kate; poco dopo anche Maria si riprende ma non vede più la sua bambina. Grace, sopraggiunta in quanto richiamata dai lamenti, trova la piccola Isabella viva e incolume, ma un terribile crotalo adamantino le si avvicina; la hostess salva la bambina ma viene morsa alla schiena. Poco dopo, Maria riesce a salvare Tommy estraendogli dal corpo il veleno, servendosi di olio d'oliva e di un suo orecchino per praticare un taglio attorno alla zona del morso. 
Il primo ufficiale, rimasto da solo ai comandi dell'aeroplano, viene nuovamente attaccato dai serpenti e ne segue una turbolenza che fa schiantare un carrello delle vivande contro la barriera di bagagli. Gli animali quindi si liberano e i passeggeri fuggono allora verso la prima classe, dove fino ad allora era stato loro impedito l'accesso per garantire la massima sicurezza a Sean, tuttavia la scala interna dell'aereo cede, facendoli precipitare. Paul, Mercedes e Mary Kate vengono attaccati da un enorme pitone birmano; Paul, per distrarre il serpente, gli lancia il cane, che viene divorato, provocando l'ira della ragazza, ma un attimo dopo viene a sua volta stritolato e sbranato dallo stesso rettile. Anche Tyler ed Ashley, rimasti indietro nella calca, vengono uccisi.
Gli altri passeggeri, che sono riusciti a raggiungere la prima classe, bloccano la tromba delle scale con un gommone di salvataggio gonfiabile. Grace muore dopo una lenta agonia causata dal morso del crotalo, mentre Rick, sopravvissuto ma ferito, si rimette ai comandi del velivolo. Flynn si mette in contatto con il suo superiore Hank Harris, che immediatamente convoca il dottor Steven Price, un ofiologo, il quale capisce che i serpenti sono stati volutamente resi aggressivi e spiega che, per ordinare agli ospedali della zona di preparare gli antidoti corretti da somministrare prontamente ai feriti al momento dell'atterraggio, Price deve sapere precisamente da quali specie di serpenti sono stati morsi. Grazie allo smartphone di Mercedes, Flynn invia le foto degli animali tramite e-mail; Price comunica che sono serpenti provenienti da ogni parte del mondo e che esiste una sola persona nell'area di Los Angeles in grado di procurare degli animali del genere, un trafficante di rettili illegali di nome Kraitler. Questi viene subito localizzato in un ranch e, dopo una breve sparatoria con Harris, gli viene fatto confessare (facendolo mordere da un serpente e minacciandolo di non somministrargli l'antidoto al veleno) di essere stato pagato da Kim allo scopo di fornirgli i serpenti per il suo piano e dei feromoni nelle ghirlande. Price somministra quindi l'antidoto al contrabbandiere, ormai sotto custodia, mentre Harris, una volta ottenuta le scorte di antidoto per i feriti e l'elenco dei serpenti, telefona alle autorità ordinando di catturare Kim e sottoporlo al processo per omicidio plurimo e tentato omicidio, optando per la pena capitale.
Nel frattempo, Flynn si inoltra nel ventre dell'aeroplano per ripristinare il sistema dell'aria condizionata, senza il quale l'aria sta diventando irrespirabile. Con i passeggeri al sicuro in prima classe e le dosi di antidoto pronte ad attenderli all'aeroporto di Los Angeles, sembrerebbe che il peggio sia passato; si scopre però che anche il copilota Rick è ormai morto avvelenato e che la cabina di pilotaggio è piena di serpenti. Claire chiede disperata se qualcuno dei passeggeri sia in grado di pilotare un aereo: Three Gs risponde che può farlo Troy, che accetta, sostenendo di avere esperienza di volo. È necessario prima però liberare la cabina di pilotaggio dagli animali: Flynn, dopo aver ordinato a tutti di reggersi molto forte, spara con la sua pistola contro i vetri di due finestrini, rompendoli e facendo in modo che l'aeroplano si squarci e perda rapidamente pressione. In questo modo i serpenti, provenienti sia dalla cabina di pilotaggio che dal piano inferiore del mezzo, vengono risucchiati e lanciati all'esterno.
Flynn e Troy si mettono ai comandi dell'aereo, ma si scopre che tutta l'"esperienza di volo" di Troy consiste nell'aver giocato a un videogioco di simulazione di volo sulla PlayStation 2. Nessun altro però sa fare meglio di lui, perciò i due iniziano le procedure di atterraggio. Dopo alcuni momenti drammatici, il volo finalmente atterra senza ulteriori danni. Ai sopravvissuti vengono subito prestate le necessarie cure e vengono loro somministrati gli antidoti. Un ultimo serpente rimasto, tuttavia, attacca Sean proprio mentre scende dall'aereo, ma Flynn estrae la pistola e lo uccide, colpendo anche Sean al petto: fortunatamente il ragazzo indossava fin dall'inizio un giubbotto antiproiettile, perciò non è stato ferito. Flynn offre a Claire di ripagarla per l'aiuto che gli ha dato con un invito a cena, mentre Tiffany e Sean si baciano e, con gran sorpresa, arriva una bellissima ragazza, che si rivela essere la fidanzata di Ken. In segno di gratitudine, Sean porta Flynn a Bali, insegnandogli a surfare.

## Produzione e distribuzione

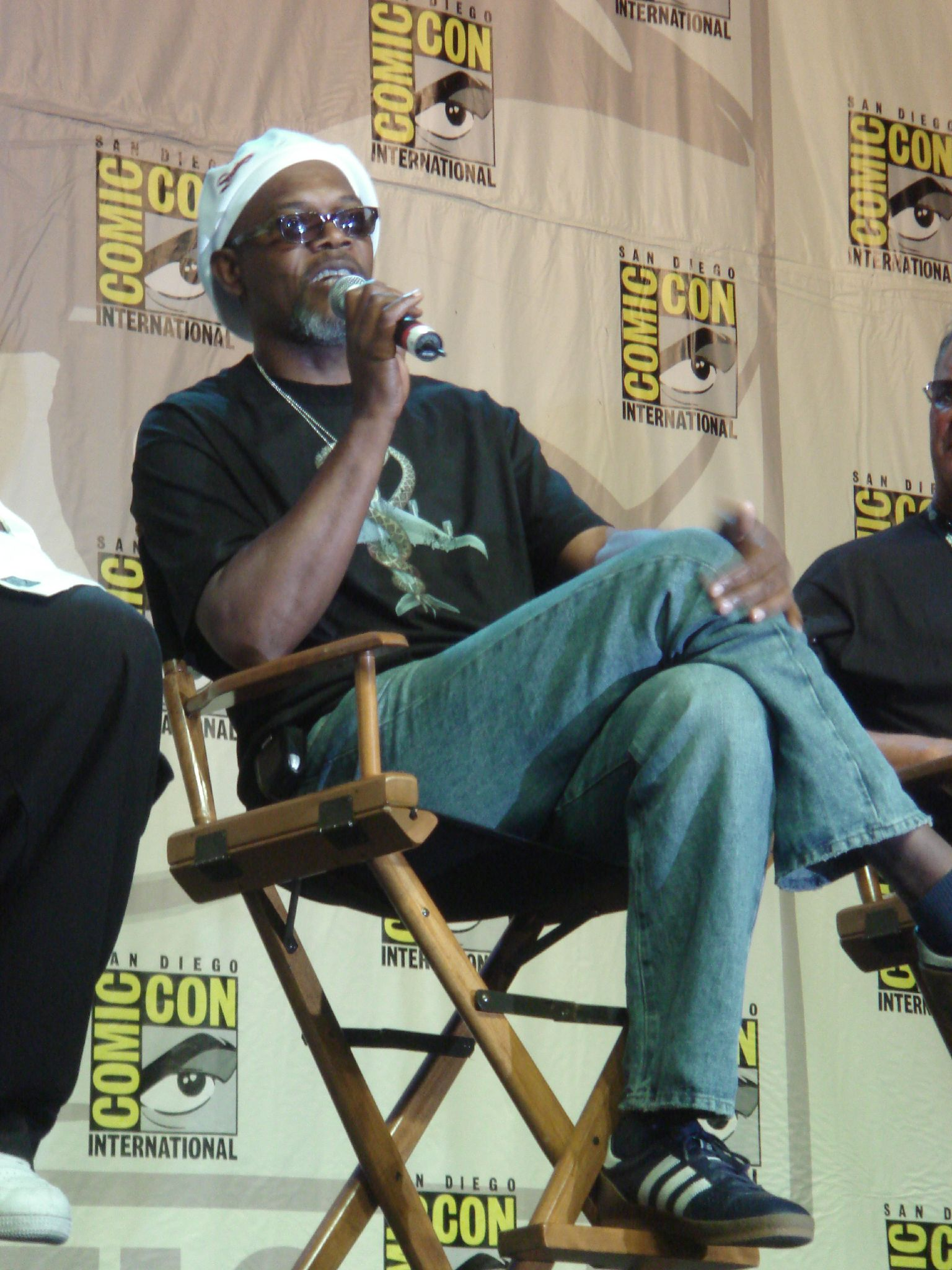
Samuel L. Jackson alla San Diego Comic-Con International durante la promozione del film

Il soggetto iniziale è di David Dalessandro, che ebbe l'idea nel 1992 con il titolo originario Venom. Il soggetto di Dalessandro fu scartato da più di 30 studi hollywoodiani nel 1995. Solo nel 1999, la Paramount Pictures e la New Line Cinema, che poi si aggiudicò i diritti, mostrarono interesse.
Grazie al titolo, già prima della sua uscita nelle sale il film attirò l'attenzione del pubblico, divenendo un fenomeno di Internet. La New Line Cinema accolse suggerimenti sui forum on line e protrasse le riprese di cinque giorni. Il film, tuttavia, ottenne incassi modesti al botteghino: 62 milioni di dollari globalmente. Prima e dopo l'uscita nelle sale, fu oggetto di parodia in televisione, in altri film, in video amatoriali, in videogiochi e in album musicali.